# منطقه ۱۱ شهرداری شیراز
منطقه ۱۱ شهرداری شیراز در جهت شمال شرق شیراز واقع شده‌است. مساحت این منطقه ۱۱۶۰ هکتار به جمعیت تقریبی ۱۱۵۰۰۰ بوده که از شمال به بلوار رسول اعظم و سرداران، از جنوب به بلوار مدرس، از شرق به بلوار فرصت شیرازی و از غرب به بلوار فضیلت می‌باشد.
این منطقه جدید بر اساس مصوبه شورای شهر و تأیید وزارت کشور با الحاق بخشی از منطقه سه و منطقه هفت شهرداری شیراز و به منظور رفاه و ارائه خدمات بهتر به شهروندان راه اندازی شده‌است.

## محدوده
حدود جغرافیایی این منطقه، از سمت جنوب بلوار فضیلت تا بلوار فرصت شیرازی، از سمت غرب بلوار مدرس تا تونل سعدی، از سمت شرق بلوار فرصت شیرازی تا ابتدای بلوار رسول اعظم و از سمت شمال تا ارتفاعات ریاستی را شامل می‌شود.

## شهرداران
- اسماعیل صالحی از تیر ۱۳۹۵ تا اردیبهشت ۱۳۹۶
- حمید برزگر اردیبهشت ۱۳۹۶ تا آذر ۱۴۰۰
- شهرام سبزیان فرد آذر ۱۴۰۰ تا کنون